# MS Mærsk Mc-Kinney Møller
Mærsk Mc-Kinney Møller – kontenerowiec typu Triple-E należący do duńskiego przedsiębiorstwa A.P. Møller-Mærsk.
Został zbudowany w południowokoreańskiej stoczni i zwodowany w 2013 roku jako największy i najdłuższy kontenerowiec na świecie.. Mierzy 399 metrów długości oraz 59 metrów szerokości, maksymalne zanurzenie wynosi 16,5 m. Jego pojemność wynosi 18 270 TEU (kontenerów 20 stopowych).
Nosi imię Mærsk Mc-Kinney Møller, prezesa przedsiębiorstwa Maersk w okresie 1965-1993. Jest pierwszą z planowanej serii 20 identycznych jednostek. W swym dziewiczym rejsie jednostka w sierpniu 2013 zawinęła do gdańskiego terminalu kontenerowego DCT.
Wraz z bliźniaczymi jednostkami, Mærsk Mc-Kinney Møller był w chwili zwodowania największym i najbardziej efektywnym kontenerowcem na świecie. Zastosowano w nim wysokowydajne silniki o zmniejszonym zapotrzebowaniu na paliwo i o 20% niższej emisji dwutlenku węgla w porównaniu do podobnych jednostek, pozwalające osiągnąć maksymalną prędkość 23 węzłów. Jednostka jest obsługiwana przez 19-osobową załogę.